# Edward Bancroft (Chemiker)

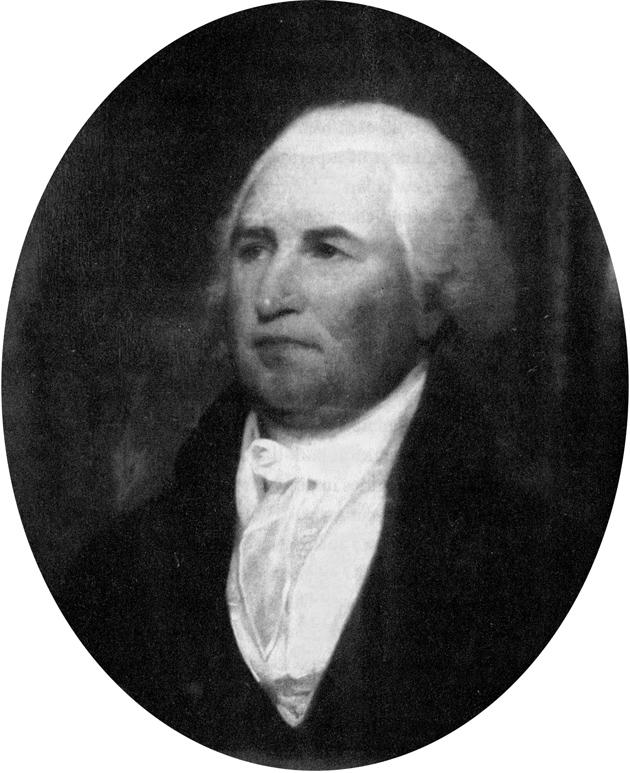
Edward Bancroft

Edward Bancroft (* 20. Januar 1744 in Westfield (Massachusetts); † 8. September 1821 in Margate (Kent), England) war ein britischer Chemiker, Arzt und Naturforscher, bekannt für Beiträge zur Farbstoffindustrie. Im Amerikanischen Unabhängigkeitskrieg war er Doppelagent der Briten und Amerikaner.
Bancroft verlor früh seinen Vater, wuchs in Connecticut auf und ging zu einem Arzt in Killingworth (Connecticut) in die Lehre, verließ diesen aber nach einigen Jahren. 1763 bis 1766 war er Plantagen-Arzt in Niederländisch-Guyana, wo er auch Naturforschung betrieb. Dabei untersuchte er als einer der ersten das Pfeilgift Curare und entdeckte, dass Zitteraale ihre Beute mit Elektrizität lähmen. Mit Veröffentlichungen darüber und einem Buch, das 1769 in London erschien, verschaffte er sich einen Ruf als Wissenschaftler unter anderem bei Benjamin Franklin. In den 1760er Jahren befasste er sich in England mit Farbstoffen und Kattundruck. 1770 war er in Nord- und Südamerika auf der Suche nach Farbstoffen (und um eine Plantage in Surinam im Auftrag eines Engländers zu inspizieren) und führte nach der Rückkehr nach England die Rinde der Färber-Eiche als Farbstofflieferant in England ein. Nach der amerikanischen Revolution importierte er die Rinde der Gelben Eiche aus Amerika nach England und wurde damit wohlhabend. 1794 veröffentlichte er das erste Handbuch in England über die Chemie von Farbstoffen (Experimental researches concerning the philosophy of permanent colours and the best method of producing them by dyeing, Calico-printing etc.). Er unterteilte Farbstoffe in substantive (ohne Beizmittel wirkend, z. B. Indigo, Purpur) und adjektive Farbstoffe, die ein Beizmittel benötigten. Fälschlicherweise hielt er Sauerstoff für einen wesentlichen Bestandteil des Färbevorgangs.
In der Zeit des Amerikanischen Unabhängigkeitskriegs war er Doppelagent sowohl für die Amerikaner als auch für die Engländer. 1776 wurde er auf Vermittlung Franklins zu Geheimverhandlungen der Amerikaner mit den Franzosen in Paris unter Silas Deane hinzugezogen. Deane war sein ehemaliger Lehrer in Connecticut. Danach spionierte er für die Amerikaner in Großbritannien. Nachdem er nach London zurückkehrte offenbarte er sich jedoch den Engländern und wurde ein Doppelagent. Er informierte die Engländer über den Stand der Verhandlungen von Benjamin Franklin in Paris, die zur französisch-amerikanischen Allianz führten. Seine Doppelagenten-Tätigkeit blieb den Amerikanern aber verborgen und kam erst 1891 ans Licht als die britischen diplomatischen Archive geöffnet wurden.
1771 heiratete er in England. Aus der Ehe gingen sieben Kinder hervor.
1797 wurde er auswärtiges Ehrenmitglied der American Academy of Arts and Sciences.

## Schriften
- An Essay on the Natural History of Guiana, in South America, London 1769